# Crystal River (Florida)
Crystal River ist eine Stadt im Citrus County im US-Bundesstaat Florida. Das U.S. Census Bureau hat bei der Volkszählung 2020 eine Einwohnerzahl von 3.396 ermittelt.

## Geographie
Crystal River liegt rund 20 km westlich von Inverness sowie etwa 110 km nördlich von Tampa am Golf von Mexiko.

## Religion
In Crystal River gibt es derzeit 18 verschiedene Kirchen aus acht verschiedenen Konfessionen, darunter ist die Baptistengemeinde mit fünf Kirchen am stärksten vertreten. Es gibt zwei zu keiner Konfession gehörende Kirchen (Stand: 2004).

## Demographische Daten
Laut der Volkszählung 2010 verteilten sich die damaligen 3108 Einwohner auf 2036 Haushalte. Die Bevölkerungsdichte lag bei 210 Einw./km². 87,2 % der Bevölkerung bezeichneten sich als Weiße, 7,6 % als Afroamerikaner, 0,3 % als Indianer und 2,1 % als Asian Americans. 1,2 % gaben die Angehörigkeit zu einer anderen Ethnie und 1,7 % zu mehreren Ethnien an. 5,2 % der Bevölkerung bestand aus Hispanics oder Latinos.
Im Jahr 2010 lebten in 18,0 % aller Haushalte Kinder unter 18 Jahren sowie 45,7 % aller Haushalte Personen mit mindestens 65 Jahren. 56,7 % der Haushalte waren Familienhaushalte (bestehend aus verheirateten Paaren mit oder ohne Nachkommen bzw. einem Elternteil mit Nachkomme). Die durchschnittliche Größe eines Haushalts lag bei 2,06 Personen und die durchschnittliche Familiengröße bei 2,61 Personen.
15,9 % der Bevölkerung waren jünger als 20 Jahre, 14,3 % waren 20 bis 39 Jahre alt, 27,8 % waren 40 bis 59 Jahre alt und 42,3 % waren mindestens 60 Jahre alt. Das mittlere Alter betrug 55 Jahre. 47,5 % der Bevölkerung waren männlich und 52,5 % weiblich.
Das durchschnittliche Jahreseinkommen lag bei 40.156 $, dabei lebten 4,8 % der Bevölkerung unter der Armutsgrenze.
Im Jahr 2000 war Englisch die Muttersprache von 98,71 % der Bevölkerung und spanisch sprachen 1,29 %.

## Sehenswürdigkeiten
Die Crystal River Indian Mounds, die Crystal River Old City Hall und die Insel Mullet Key sind im National Register of Historic Places gelistet.

## Kernkraftwerk
Etwa zehn Kilometer nordwestlich der Stadt befindet sich ein Kraftwerkskomplex mit vier Kohleblöcken und einem Reaktorblock, dem Kernkraftwerk Crystal River.

## Schulen
- Crystal River Primary School
- River Gardens Christian School
- Marine Science Station
- Crystal River Middle School
- Crystal River High School

## Tauchen
Weltweit bekannt unter Sporttauchern ist das Tauchen im kristallklaren Flusswasser zusammen mit Rundschwanzseekühen im Crystal River.

## Verkehr
Crystal River wird von den U.S. Highways 19 und 98 sowie der Florida State Road 44 durchquert. Der Flughafen Tampa liegt rund 120 km entfernt.

## Kriminalität
Die Kriminalitätsrate lag im Jahr 2010 mit 456 Punkten (US-Durchschnitt: 266 Punkte) im hohen Bereich. Es gab eine Vergewaltigung, fünf Raubüberfälle, 27 Körperverletzungen, 32 Einbrüche, 191 Diebstähle und vier Autodiebstähle.